# Tống Phước Phổ
Tống Phước Phổ (2 tháng 8 năm 1902 – 31 tháng 8 năm 1991) là soạn giả tuồng. Ông là một trong những tác giả lớn nhất của sân khấu tuồng với gần 100 kịch bản. Ông được nhận giải thưởng Hồ Chí Minh về văn học nghệ thuật đợt 1 (1996).

## Cuộc đời
Tống Phước Phổ sinh ngày 2 tháng 8 năm 1902 tại An Quán, huyện Điện Bàn, tỉnh Quảng Nam trong một gia đình nhà nho, là cháu nhà viết tuồng trứ danh Nguyễn Hiển Dĩnh. Ông được cậu chọn làm thư ký riêng để ghi chép, chỉnh lý các vở tuồng. Năm 18 tuổi, ông sáng tác vở đầu tay Lâm Sanh - Xuân Hương dựa theo truyện Nôm.
Năm 1927, ông gia nhập Việt Nam thanh niên cách mạng đồng chí hội, viết bài cho các báo Phụ nữ tân văn, Điện tín... Năm 1930, ông được kết nạp vào Đảng Cộng sản Việt Nam. Sau khi tổ chức Đảng ở Sài Gòn bị vỡ, ông bị thực dân Pháp bắt và giam cầm 1 năm. Trong tù, ông sáng tác vở Gương liệt nữ ca ngợi cuộc khởi nghĩa của Hai Bà Trưng. Năm 1940, cùng với nghệ nhân Nguyễn Lai và Ngô Thị Liễu, ông thành lập gánh hát Tân Thành đi trình diễn nhiều nơi. Thời gian này ông sáng tác nhiều vở, chủ yếu là tuồng tâm lý xã hội và đề tài lịch sử như Guồng tình đẫm máu, Đã không duyên kiếp, Tiếng Phật gọi hồn, Nước mắt gọi hồn... và Lâm Sanh - Xuân Nương, Lục Vân Tiên, Phạm Công - Cúc Hoa, Kiều Quốc Sĩ, Gương liệt nữ, Mạnh Lệ Quân...
Sau Cách mạng tháng 8, ông cùng với Võ Bá Huân đi vận động thành lập đoàn tuồng để lấy tiền ủng hộ quỹ kháng chiến. Đấy là tiền thân của Đoàn tuồng Liên khu V, nay là Nhà hát tuồng Đào Tấn (Bình Định), nơi ông hoạt động nghệ thuật trong suốt quãng đời còn lại. Ông từng là Ủy viên Ban chấp hành Hội Liên hiệp văn học nghệ thuật Việt Nam, Ủy viên Ban chấp hành Hội Nhà văn Việt Nam.
Tống Phước Phổ là cây viết hàng đầu của sân khấu tuồng cách mạng. Ông đã viết tổng cộng gần 100 kịch bản tuồng, trong đó có hơn 20 vở tuồng đề tài cách mạng. Những vở tiêu biểu của ông như Trưng Nữ Vương, Quán Thăng Long, Hội nghị Diên Hồng, Cờ giải phóng, Hùm Yên Thế, Bùi Thị Cúc, Bốn nghìn năm họp mặt anh hùng (chuyển thể kịch thơ của Huy Cận), Đứng lên Khuông Mánh, Tam gia Phước... Ngoài ra ông còn chỉnh lý nhiều vở tuồng cổ như Sơn Hậu, Hường môn hội ẩm, Đào Phi Phụng, Tam nữ đồ vương, Lam Sơn khởi nghĩa, An Tư công chúa, Ngọn lửa Hồng Sơn, Trưng Vương khởi nghĩa, Rừng khuôn mảng, Sao khuê trời Việt... Nhiều học trò của ông cũng là những cây viết nổi tiếng như Nguyễn Tường Nhẫn, Nguyễn Kim Hùng, Trần Hưng Quang, Võ Sĩ Thừa...
Ông mất ngày 31 tháng 8 năm 1991 tại Đà Nẵng, thọ 89 tuổi.
Năm 1996, ông được truy tặng giải thưởng Hồ Chí Minh về văn học nghệ thuật.

## Tác phẩm nổi bật
- Lâm Sanh – Xuân Hương.
- Phạm Công – Cúc Hoa.
- Lục Vân Tiên.
- Mạnh Lệ Quân.
- Gương liệt nữ.
- Trưng Nữ Vương.
- Quán Thăng Long.
- Hội nghị Diên Hồng.
- Cờ giải phóng.
- Hùm Yên Thế.